# Кузен, Виктор
Викто́р Кузе́н (фр. Victor Cousin; 28 ноября 1792, Париж, Франция — 14 января 1867, Канны, Франция) — французский философ, историк и политический деятель, ученик Мен де Бирана и Руайе-Коллара, создатель доктрин эклектизма и спиритуализма, профессор Сорбонны, член Французской академии, в 1840 году министр народного просвещения Франции.

## Биография
Виктор Кузен родился в 1792 году в Париже в семье простого ремесленника. Благодаря случаю получил образование в лицее Карла Великого, а затем в Высшей нормальной школе. В возрасте 20 лет он уже преподавал греческий язык в Высшей нормальной школе, а с 1815 года читал там курс по шотландской философии здравого смысла. После двух лет преподавания в Высшей нормальной школе Кузен был избран адъюнктом П. П. Руайе-Коллара по кафедре философии в Сорбонне, где начал читать курс лекций, опираясь главным образом на труды шотландской школы. Одновременно он усердно штудировал сочинения И. Канта.
В 1817 году философ посетил Германию, где встречался с Якоби, Шеллингом и Гегелем и изучал новейшую немецкую философию. Читанный им по возвращении в Париж курс был отмечен сильным влиянием гегелевского идеализма. К этому времени Кузен разработал собственную философскую доктрину, названную им эклектизмом, принцип которой состоял в том, чтобы отбирать всё лучшее, что есть в каждой философской системе.
В 1820 году, после наступления реакции, кафедра философии в Сорбонне была закрыта, а Кузен уволен из университета за проповедь конституционализма. В период опалы он работал наставником у герцога Монтенбло, редактировал критические издания Декарта и Прокла Диадоха и выпустил в свет первые тома своего перевода Платона, который считается его важнейшим трудом. В 1824 году, во время путешествия по Германии, философ был арестован по подозрению в принадлежности к партии карбонариев и полгода просидел в прусской тюрьме, пока не был освобождён благодаря ходатайству Гегеля.
В 1828 году Кузен вновь получил кафедру философии в Сорбонне и два года читал лекции, вызывавшие энтузиазм слушателей. Редкий ораторский талант сделал его популярным у нескольких поколений студентов.
В 1830 году, после прихода к власти Луи Филиппа, Кузен примкнул к правительственной партии и с этого времени пользовался всемерной поддержкой правительства. Философ был осыпан всевозможными почестями: он стал пэром Франции и членом Государственного совета, членом Французской академии наук, директором Высшей нормальной школы и членом Совета народного просвещения, а в 1840 году занимал пост министра народного просвещения. В этот период философия Кузена приобрела статус официальной доктрины, и он лично решал, какая философия должна преподаваться в университетах и средней школе.
В 1840 году у его любовницы Луизы Коле родилась дочь Генриетта, но ни он, ни её муж не согласились признать отцовство.
После революции 1848 года влияние Кузена резко упало, а в 1851 году он вышел в отставку. Последние годы жизни философ сосредоточился на переводах и литературной деятельности. Умер 14 января 1867 года в Каннах.
Значение Кузена состоит главным образом в созданной им философской доктрине, а также в том, что он познакомил Францию с немецкой классической философией и способствовал развитию историко-философских исследований. Литературно-исторические труды Кузена, посвящённые, главным образом, Франции 17 века, свидетельствуют о незаурядном литературном таланте и громадной эрудиции. Широкую известность Кузену принесли его исторические сочинения («Французское общество в 17 в.», «Юность Мазарини» и др.)

## Учение

### Основы доктрины

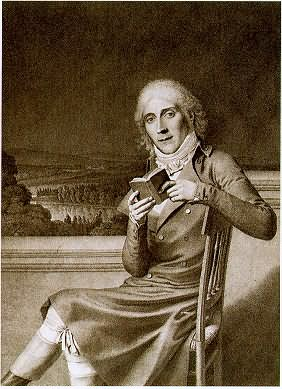
Мен де Биран

Философские взгляды Кузена сформировались под влиянием идей Мен де Бирана, Руайе-Коллара, шотландской школы «здравого смысла», Шеллинга и Гегеля. Первоначально философ назвал свою доктрину эклектизмом, но впоследствии чаще использовал термин спиритуализм. Эклектизм в понимании Кузена означал необходимость отбора важнейших истин, открытых великими мыслителями прошлого. Вслед за Лейбницем он полагал, что «всякая философская система является неполной, но не ложной». Поскольку все возможные типы философских систем уже представлены в прошлом, настало время объединить их истинные идеи и создать единую, завершённую и подлинно научную систему.
Основой, на которой следовало отбирать истинные учения, служила для Кузена доктрина спиритуализма. Её основатель, Мен де Биран, был малоизвестным при жизни мыслителем, изданию и популяризации трудов которого Кузен посвятил несколько лет. Именно стараниями Кузена это учение приобрело известность и влияние. Согласно доктрине спиритуализма, как её понимал Кузен, фундаментом и исходным пунктом всякой философии должна выступать психология, как наука о фактах сознания. Отправной точкой философских исследований должно служить исследование внутреннего опыта. Философию следует начинать с рассмотрения нас самих, потому что мы всё познаём посредством своего «я». Данные сознания непосредственны и потому обладают наибольшей очевидностью.

### Анализ фактов сознания
По мнению Кузена, анализ внутреннего опыта позволяет обнаружить три ряда фактов сознания: волевые, сенситивные и рациональные. Трём классам фактов сознания соответствуют три человеческих способности: воля, чувство и разум. Элементы сознания нераздельны, но несводимы друг к другу.
В учении о воле Кузен стоял ближе всего к Мен де Бирану. Волевые факты в наибольшей степени обладают индивидуальным характером. «Отношение воли и личности, — утверждал Кузен, — не есть простое отношение сосуществования, это есть подлинное отношение тождества». В воле мы находим источник индивидуальной активности и образец всякой причинности. Волю нельзя свести к пассивным ощущениям, ибо в ней всегда находится сила противодействовать чувственным желаниям. Движения чувств не только не создают индивидуальности, но напротив, разрушают её, если не встречают должного отпора со стороны воли.
В учении о разуме Кузен опирался в основном на идеи немецкой классической философии. Ключевой его идеей была идея о безличности разума. Разум, по мнению французского философа, столь мало индивидуален, что его основной чертой следует считать именно противоположность индивидуальности. Разум доставляет человеку всеобщие и необходимые истины, в которых, как все согласятся, нет ничего индивидуального. Всеобщие и необходимые истины лежат в основе всех наук. Их образцом служат аксиомы математики и законы логики, на них опираются и естественные науки. Так, физика невозможна без принципа причинности, а физиология не может сделать ни шага без принципа целесообразности. Анализируя философские категории, Кузен сводил все принципы разума к двум главнейшим: закону причинности и закону субстанции. 
Всеобщие и необходимые истины не зависят от чувственного опыта. Полемизируя со сторонниками эмпиризма, философ доказывал, что принцип причинности не может быть выведен из наблюдения за последовательностью явлений, ибо такое наблюдение не даёт нам идеи действующей силы. Равным образом чувственный опыт не может дать нам идеи субстанции, ибо в этом опыте мы находим лишь различные качества: протяжённость, цвет, запах, соединённые в различных комбинациях. Таким образом, чувственный опыт не только не объясняет всеобщих и необходимых понятий, но сам нуждается в них для своего осмысления. Лишь прилагая к данным опыта категории субстанции и причинности, мы получаем понятие о внешнем мире и законах природы.

### От психологии к онтологии
Исследование фактов сознания, по мнению Кузена, делает возможным построение научной онтологии. Важнейшая роль в переходе от психологии к онтологии принадлежит разуму. Опираясь на факты сознания, мы можем обнаружить три рода реальности, исследованием которых занимается научная онтология; эти реальности суть Бог, природа и человек.
Переход от психологии к онтологии философ представлял следующим образом. Наблюдая факты сознания, мы обнаруживаем, что значительная их часть является нам независимо от нашей воли. Отсюда следует, что эти явления вызваны внешней причиной, отличной от нас самих. Однако метод индукции приводит нас к заключению, что в основе внешнего мира лежит не пассивный субстрат, а активные силы, подобные нашей воле. А это значит, что силы природы нематериальны и должны мыслиться по аналогии с нашим духом. Ссылаясь на данные физики и химии, Кузен утверждал, что вся новейшая наука занимается силами и законами, а в силах и законах, как легко заметить, нет ничего материального. Итак, сами естественные науки ведут нас к спиритуализму, заставляя признавать основой реальности нематериальные начала.
Далее, анализ внешних причин приводит нас к заключению, что цепь причин не может уходить в бесконечность; следовательно, существует некая последняя, высшая причина, и эта причина есть Бог. Наконец, субстанциональность души доказывается её простотой, самотождественностью и неделимостью. Таким образом, последовательное изучение феноменов природы приводит нас к выводу о существовании в ней трёх родов субстанций: сотворённых индивидуальных душ, нематериальных сил природы и несотворённого вечного Духа, который французский философ отождествлял с личным Богом христианской религии.

## Личность философа
Будучи человеком разносторонних дарований, Кузен производил сильное впечатление на своих современников. Один из его учеников, Поль Жане, писал:

Это была натура огненная, как по телу, так и по душе. Его физическая энергия была лишь символом и выражением энергии внутренней, — души вечно подвижной, которую пылкое воображение беспрестанно увлекало к предметам самым разнообразным, но которая к этой чрезвычайной подвижности присоединяла непреклонное постоянство, волю несокрушимую, замыслы разумные, умело и осторожно выполняемые. Он был, так сказать, выкован на наковальне революции. Рождённый в 92 году, в самом сердце Парижа, в семье скромной, он унаследовал от своего народа подвижность, изящество, весёлость, страстность, непосредственность; а от революции — некоторую склонность к обладанию, фамильярность и тот дух пропаганды, который сделал его главою одной из главных современных философских школ. Огонь, которым он горел, был так силён и ярок, что переходил на всякого, кто с ним соприкасался: даже и из числа тех, кто с ним не соглашался и его опровергал, как многие именно от него получили первое пламя! Его красноречие было несравненно. Обилие неистощимое, энергия, соединявшая приятность с едким остроумием, чрезвычайное богатство воспоминаний, неожиданность и смелость взглядов, жесты величавые и, в дополнение ко всему этому, замечательное выражение лица и глаз, из которых светился ум: таков был Кузен, таким нужно представлять его себе, если мы хотим понять, почему он занимает столь видное место в ряду представителей нашей эпохи и почему его имя стяжало такую славу.— Paul Janet. V. Cousin et son oeuvre.

## Список произведений
- 1820—1827 : Procli philosophi Platonici opera, 6 vol.
- 1826 : Fragments philosophiques
- 1827 : Eunape, pour servir à l’histoire de la philosophie d’Alexandrie
- 1828 : Nouveaux fragments philosophiques. Cours de l’histoire de la philosophie
- 1829 : Histoire de la philosophie au XVIII siècle, 2 vol.
- 1833 : De l’instruction publique en Allemagne, et notamment en Prusse, 2 vol.
- 1835 : De la métaphysique d’Aristote
- 1837 : De l’instruction publique en Hollande
- 1840 : Cours de philosophie morale. Philosophie scolastique
- 1841 : Cours d’histoire de la philosophie moderne. Cours d’histoire de la philosophie morale au XVIIIe siècle, 5 vol.
- 1842 : Leçons sur la philosophie de Kant. Des pensées de Pascal
- 1843 : Introduction aux œuvres du père André. Fragments littéraires
- 1844 : Du scepticisme de Pascal. Défense de l’université et de la philosophie
- 1845 : Jacqueline Pascal
- 1846 : Fragments de philosophie cartésienne
- 1846 : Philosophie populaire
- 1848 : Justice et charité
- 1850 : De l’enseignement et de l’exercice de la médecine et de la pharmacie
- 1852 : La jeunesse de Mme de Longueville
- 1853 : Mme de Longueville pendant la Fronde
- 1854 : Mme de Sablé
- 1855 : Premiers essais de philosophie
- 1856 : Marie de Rohan, Mme de Chevreuse. Mme de Hautefort
- 1857 : Fragments et souvenirs
- 1858 : Du vrai, du beau et du bien
- 1859 : De la société française au XVIIIe siècle, d’après le grand Cyrus, 2 vol
- 1861 : Philosophie de Locke
- 1862 : Philosophie écossaise
- 1863 : Philosophie sensualiste au XVIIIe siècle
- 1865 : La jeunesse de Mazarin